# تربشوف
تربشوف (به لاتین: Třebešov) یک سکونتگاه مسکونی در جمهوری چک است که در Rychnov nad Kněžnou District واقع شده‌است.